# Cettia annae
Cettia annae là một loài chim trong họ Cettiidae.